# 锡耶布莱丰
锡耶布莱丰（法語：Silley-Bléfond，法語發音：[sijɛ blefɔ̃]）是法国杜省的一个市镇，属于贝桑松区。

## 地理
锡耶布莱丰（47°19'24"N, 6°19'34"E）面积4.34 平方千米，位于法国勃艮第-弗朗什-孔泰大區杜省，该省份为法国东部内陆省份，北起上索恩省，西接汝拉省，东部及东南部与瑞士接壤，东北部与贝尔福地区省接壤。
与锡耶布莱丰接壤的市镇（或旧市镇、城区）包括：博姆莱达姆、阿当莱帕萨旺、布勒蒂涅圣母村、埃南、蓬莱穆兰、圣瑞昂。

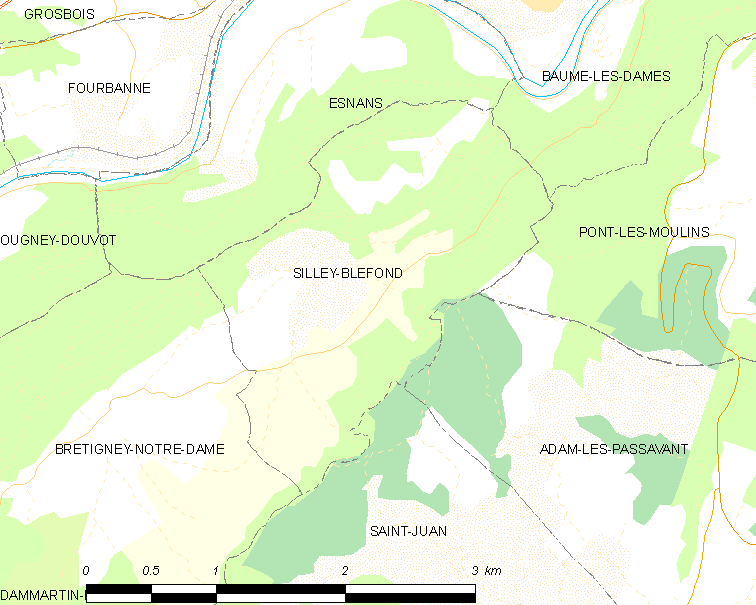
锡耶布莱丰的OSM定位图

锡耶布莱丰的时区为UTC+01:00、UTC+02:00（夏令时）。

## 行政
锡耶布莱丰的邮政编码为25110，INSEE市镇编码为25546。

## 政治
锡耶布莱丰所属的省级选区为博姆莱达姆县。

## 人口

1962-2008年间锡耶布莱丰人口变化图示

锡耶布莱丰于2022年1月1日时的人口数量为57人。